# Basílica Santuario de Santa Rosa de Lima

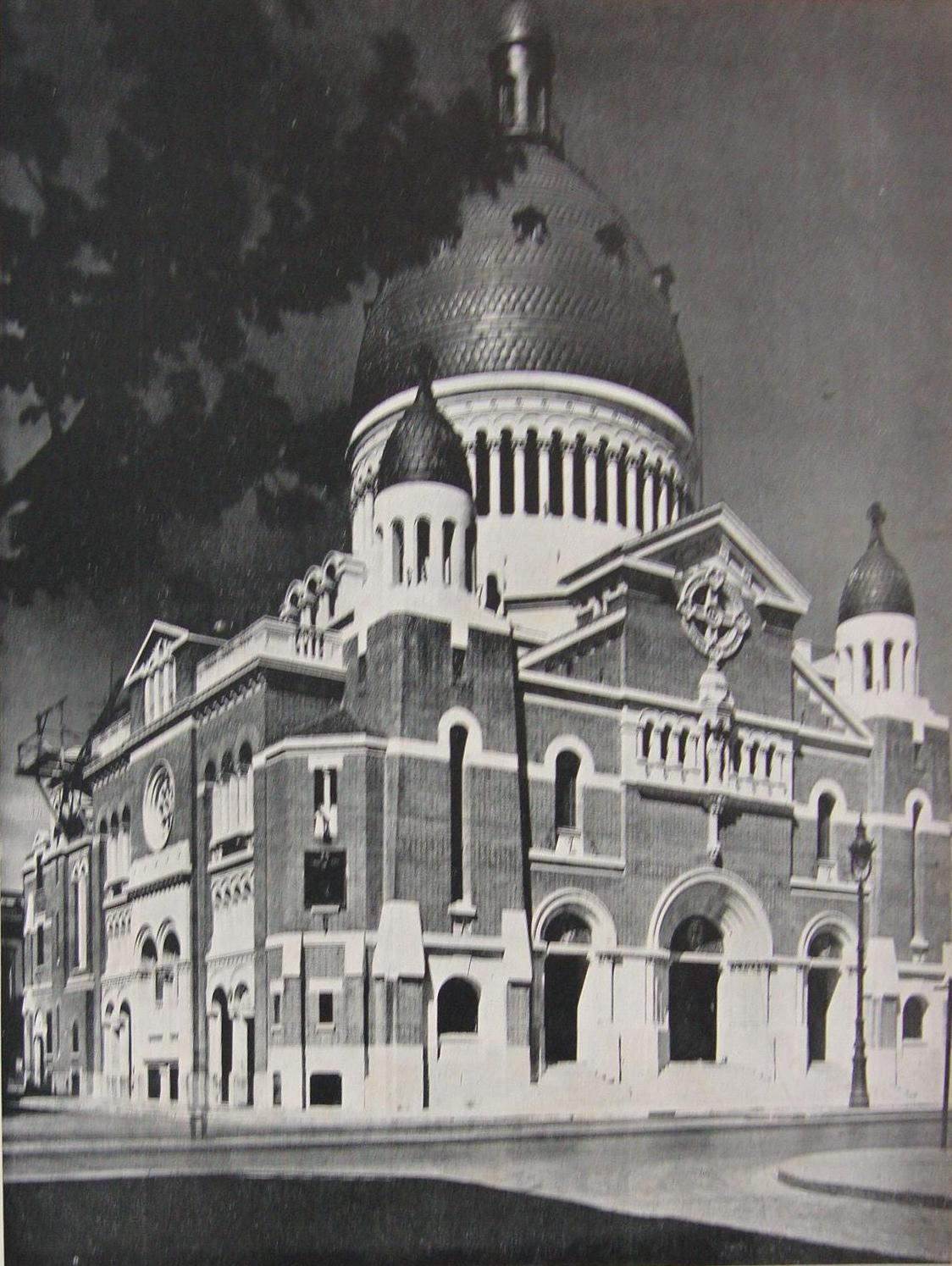
El templo en 1934

La Basílica Santuario Nacional de Santa Rosa de Lima es un templo católico que se encuentra en el cruce de la avenida Belgrano con la calle Pasco, en el barrio de Balvanera de la ciudad de Buenos Aires, Argentina.
Santa Rosa de Lima es la patrona de la independencia de la Argentina, y es por ello que en 1926 se decidió la construcción de un santuario nacional para su figura. El proyecto, acabado en 1928, estuvo a cargo del arquitecto Alejandro Christophersen, quien le dio un estilo que el mismo catalogó como «románico-bizantino de Perigord», por ser este «el deseo de los principales donantes», entre los que se contaba María de los Remedios Unzué de Alvear, habiéndose inspirado en la Catedral de Saint Front en Perigueux, Francia, fuente de inspiración del arquitecto a cargo del Sacre Coeur de Montmartre, Paul Abadie, modelo que también habría influido en su diseño. 
El santuario fue inaugurado el 12 de octubre de 1934, aprovechando que en Buenos Aires se realizaba el 32.º Congreso Eucarístico Internacional. A la izquierda del altar se colocó un escudo recordatorio de ese Congreso.

## Templo
El templo es de estilo bizantino-románico, con cripta y grandiosa cúpula. El proyecto se debió al arquitecto Alejandro Christophersen y la construyó el ingeniero Andrés Millé. Se puso la piedra fundamental el 3 de enero de 1926 y fueron padrinos el entonces presidente de la Nación Argentina, Marcelo T. de Alvear, doña Ángela Unzué de Alzaga, don Félix de Alzaga Unzué y la Condesa Pontificia María Unzué de Alvear.
Mientras se terminaban las obras, las celebraciones tenían lugar en la cripta. La iglesia fue solemnemente inaugurada el 12 de octubre de 1934 y bendecida por el cardenal Eugenio Pacelli, futuro Papa Pío XII. El acto contó con la presencia del presidente de la Nación, general Agustín P. Justo, y del arzobispo de Lima, monseñor Pedro Farfán, quien donó un relicario con reliquias de los santos latinoamericanos: Santa Rosa de Lima, San Martín de Porres (o Porras, según refieren los historiadores que era originariamente), Santo Toribio de Mogrovejo y San Juan Macías. La consagración tuvo lugar el 30 de agosto de 1941, día en que fue declarada basílica. A ambos lados del altar se ubican los atributos que le dan la categoría de basílica: la umbela con los antiguos colores vaticanos (rojo y amarillo) y el tintinábulo con la imagen de Santa Rosa de Lima.
En el templo descansan los restos de Pbro. Rodolfo Carboni, párroco desde 1937 hasta 1960, y fundador de la congregación de Hnas. Auxiliares Parroquiales de Santa María.
El exterior fue revestido en ladrillo, granito y piedra, con techos de teja italiana, cúpulas en cobre y mosaicos ornamentales, con el escudo papal en el centro del frente, flanqueado por los escudos de Argentina y de Perú, lugar de origen de Santa Rosa.
El edificio posee una cripta que ocupa toda la superficie del terreno y tiene acceso particular por el lateral de la calle Pasco, mientras la entrada principal se da por la Avenida Belgrano. El altar principal de la Cripta fue realizado en Italia y está coronado por una réplica de La Piedad de Miguel Ángel. El altar lateral está consagrado a Santa Teresita de Jesús.
La cúpula interior del templo de la planta baja, está sostenida por 18 columnas de hierro, con estucado imitando mármol de Cipolin griego de tonalidad verde, haciendo juego con los zócalos y frisos revestidos en mármol Tynos. Destinada a recibir un fresco en su bóveda, originalmente fue de revestimiento de piedra. La cúpula termina en una linterna en forma de torre que provee de luz al templo. También las pilastras y columnas de sostén de las galerías y el coro fueron realizadas en imitación de Cipollino. 
En el presbiterio también hay mármoles de diversos colores en zócalos y frisos. El ábside está decorado con mosáicos venecianos que alberga un altar mayor de mármol italiano con fondo de oro. En él se ubica una imagen de mármol de Carrara de Santa Rosa de Lima con el niño sobre el sagrario flanqueada por cuatro pequeños íconos de estilo bizantino bajo un baldaquino de mármol.
También de carrara son las magníficas pilas de agua bendita y el púlpito italiano de Pietrasanta con imágenes talladas de Santo Tomás de Aquino, San Ambrosio, San Juan Crisóstomo, San Agustín, San Jerónimo y San Gregorio. El púlpito no tiene tornavoz.
Los dos grandes altares laterales se destinaron al Sagrado Corazón de Jesús y a la Virgen de la Medalla Milagrosa y fueron decorados con mosaico de colores.
El piso fue revestido en mármol Napoleón, con franjas de verde Alpes.
Desde la calle Pasco y Venezuela se accede a las dependencias de la iglesia. También sobre la calle Pasco se proyectó la construcción de un gran campanario con 26 campanas de carrillón.
La cúpula que se ve desde la calle ( que no es la que se tiene en el techo del templo) es la que en su base tiene las columnas con capiteles corintios por entre las cuales entra la luz del día en el óculus que se ve dentro del templo.

## Galería

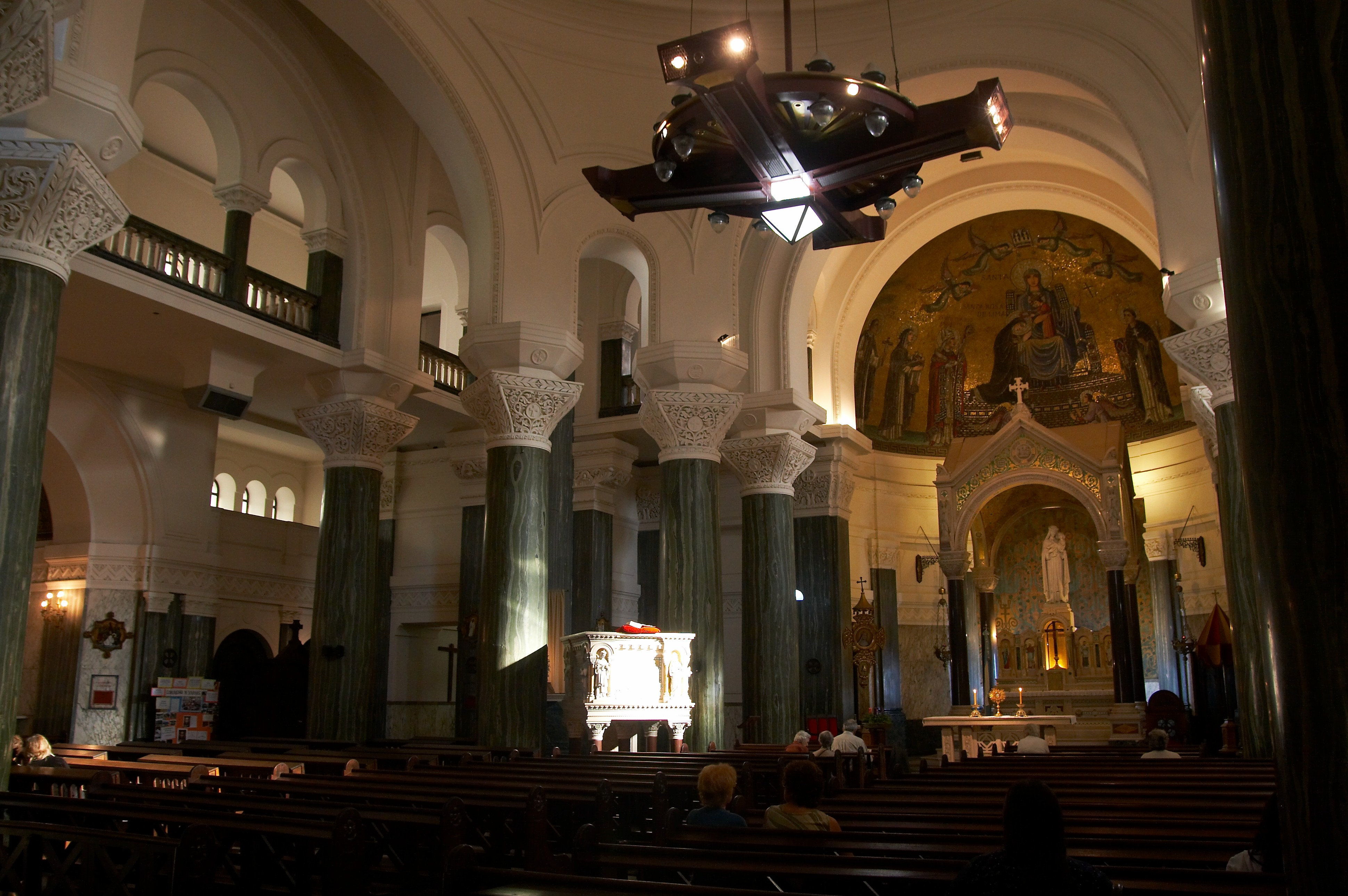
Interior y nave central
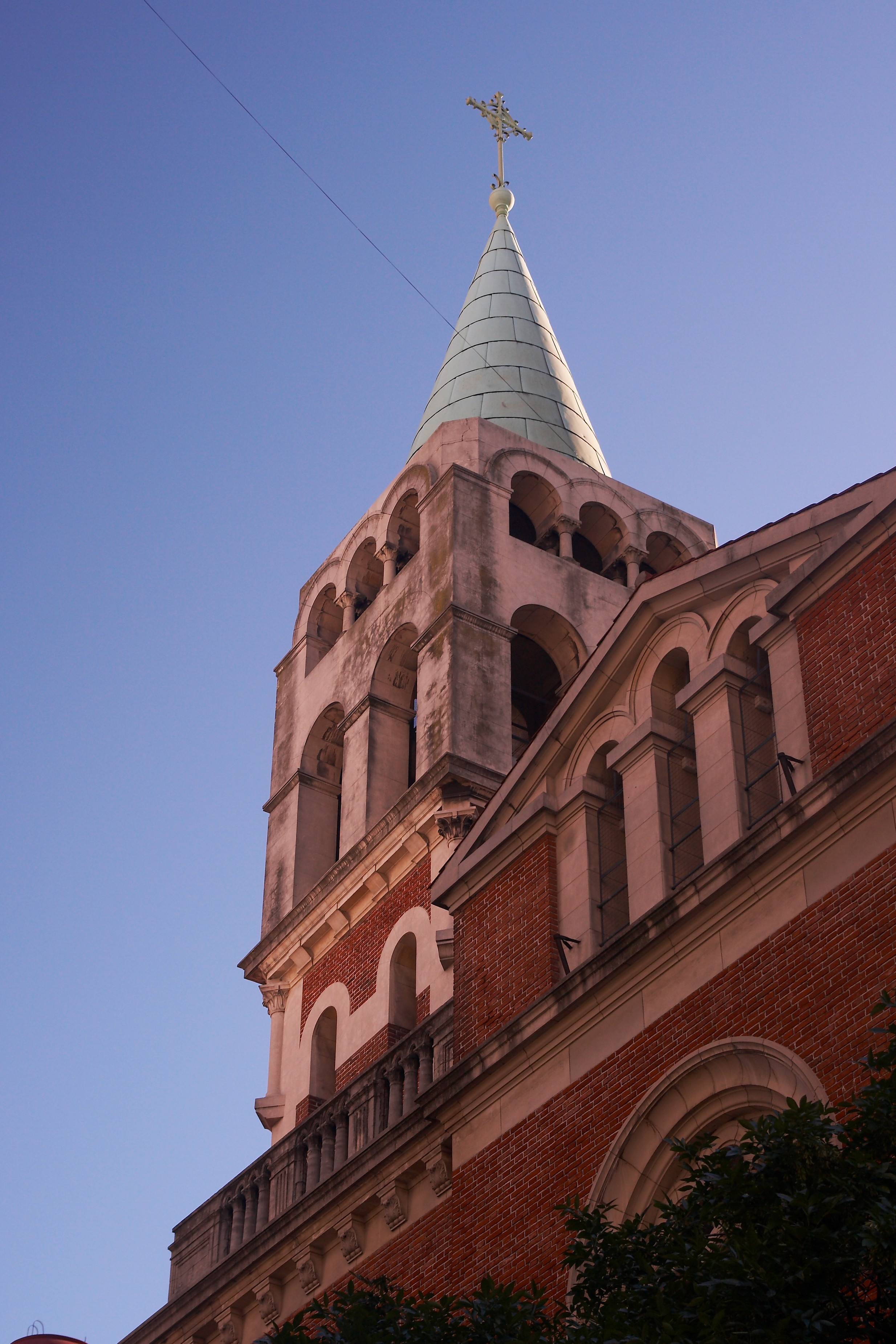
Torre lateral
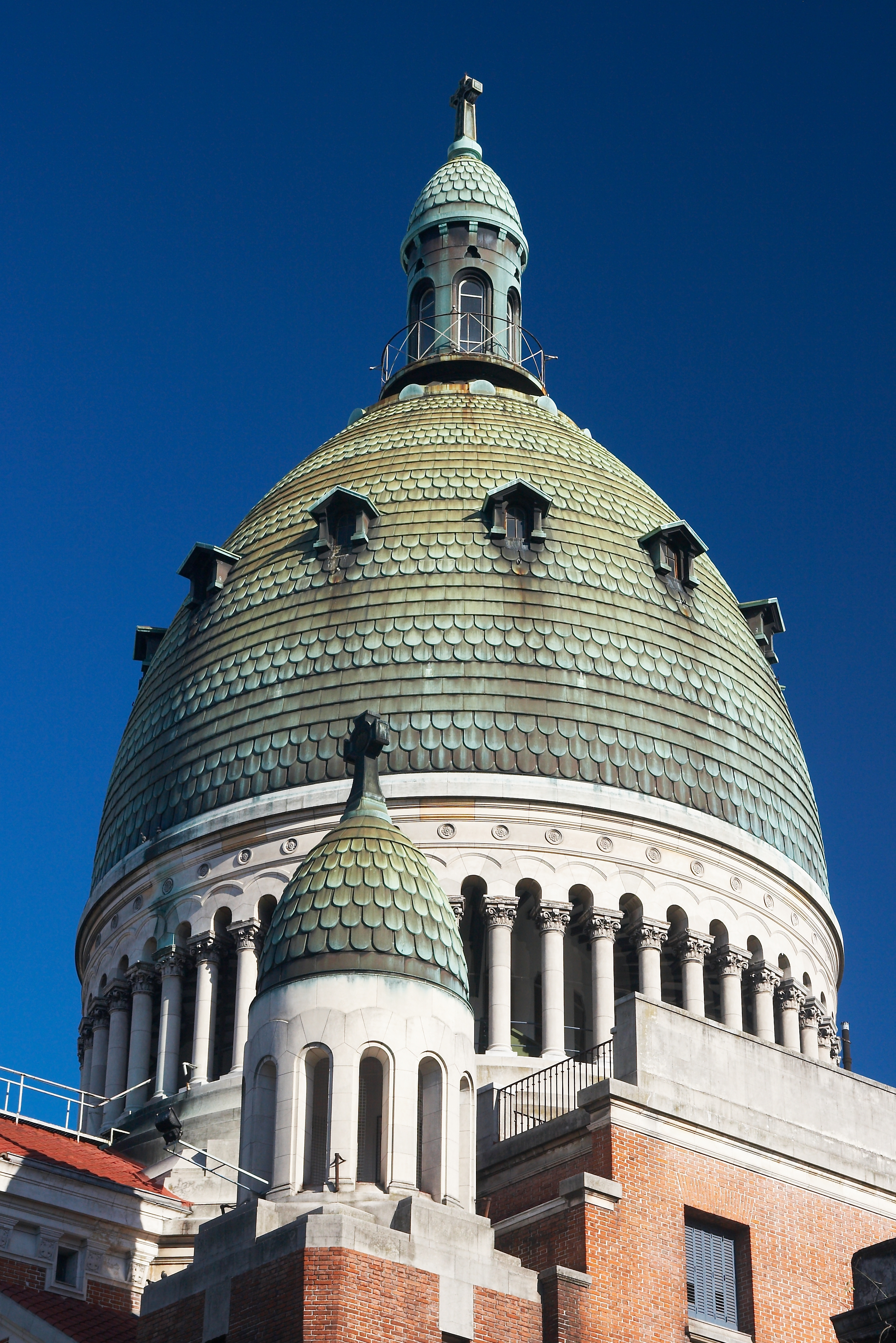
Cúpula
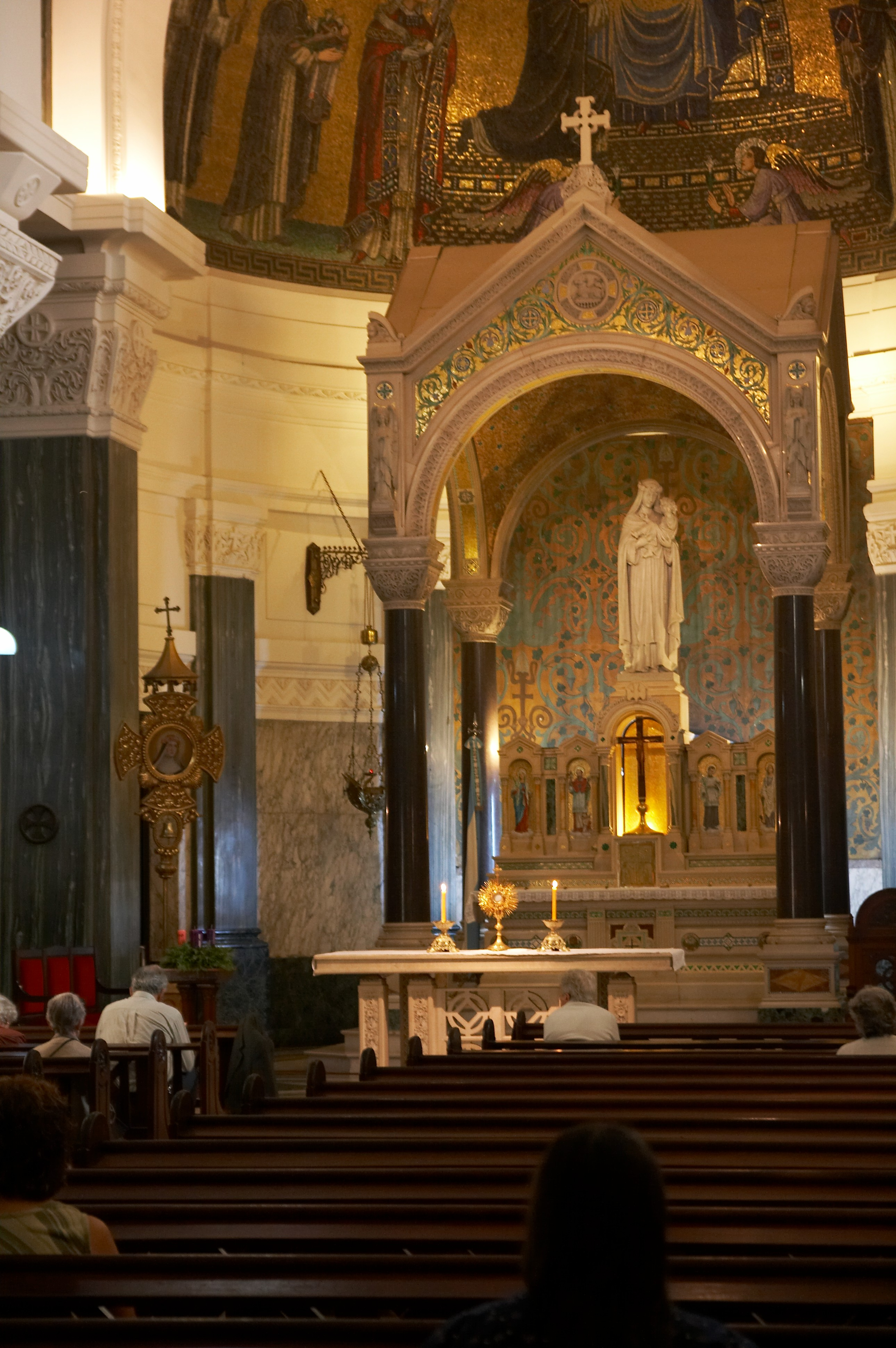
Altar